# لوسيان جان باتيست
لوسيان جان باتيست (بالفرنسية: Lucien Jean-Baptiste)‏
```
هو 
مخرج
 
وممثل
 
فرنسي
، ولد في 
6 مايو
 
1964
 في 
فور دو فرانس
 في 
فرنسا
.
[
1
]
[
2
]
```

## أعمال

### أفلام
- (2016) عيناه تشبهك

### مسلسلات
- هاوس

## وصلات خارجية
- الموقع الرسمي
- لوسيان جان باتيست على موقع IMDb (الإنجليزية)
- لوسيان جان باتيست على موقع ألو سيني (الفرنسية)
- لوسيان جان باتيست على موقع ميوزك برينز (الإنجليزية)
- لوسيان جان باتيست على موقع أول موفي (الإنجليزية)
- لوسيان جان باتيست على موقع قاعدة بيانات الفيلم (الإنجليزية)
- لوسيان جان باتيست على موقع كينوبويسك (الروسية)